# Верховный Хурал Республики Тыва
Верхо́вный Хура́л (парла́мент) Респу́блики Тыва́ (тув. Тыва Республиканың Дээди Хуралы (парламентизи)) — однопалатный законодательный (представительный) орган государственной власти Республики Тыва.
Действует на основании Конституции Республики Тыва.

## Структура

### Руководство
- Председатель Верховного Хурала —  Кан-оол Тимурович Даваа;
- Заместитель Председателя Верховного Хурала — Ирина Петровна Самойленко;
- Руководители Комитетов:

Комитет по социальной политике
Председатель Комитета
Самойленко Ирина Петровна
Комитет по безопасности, правопорядку и приграничным вопросам
Председатель Комитета
Бартына-Сады Виталий Монгушевич
Комитет по конституционно-правовой политике и государственному строительству
Председатель Комитета
Глухов Виктор Григорьевич.
Комитет по взаимодействию с федеральными органами власти, органами местного самоуправления, институтами гражданского общества и информационной политике
Председатель Комитета
Кара-оол Юрий Валерьевич
Комитет по энергетике, строительству, транспорту, жилищно-коммунальному хозяйству
Председатель Комитета
Конгар Алдын-Кыс Темир-ооловна
Комитет по финансовой, экономической, инвестиционной политике и предпринимательству
Председатель Комитета
Донгак Александра Хаяаевна
Комитет по аграрной политике, земельным и имущественным отношениям и экологии
Председатель Комитета
Наважап Радислав Николаевич

### Комитеты
Формируются из числа депутатов. В Верховном Хурале сформированы восемь Комитетов:
- Комитет по развитию энергетики и строительства;
- Комитет по аграрной политике и природопользованию;
- Комитет по бюджету и экономическому развитию;
- Комитет по взаимодействию с Хуралами представителей и развитию местного самоуправлению;
- Комитет по здравоохранению и социальному развитию;
- Комитет по образованию, культуре, молодёжной политике и спорту;
- Комитет по конституционно-правовой политике;
- Комитет по общественной безопасности и приграничным вопросам.

## Наиболее общественно-значимые законы (принятые с 10 октября 2010 года)
- Закон Республики Тыва «О внесении изменений в Закон Республики Тыва «О государственных наградах Республики Тыва»;
- Закон Республики Тыва «О внесении изменений в Закон Республики Тыва «О дополнительных гарантиях по социальной поддержке детей-сирот и детей, оставшихся без попечения родителей»;
- Закон Республики Тыва «О внесении изменений в статью 10 Закона  Республики Тыва «О противотуберкулезной помощи и защите населения от туберкулеза»;
- Закон Республики Тыва «О внесении изменений в статью 10 Закона  Республики Тыва «Об обеспечении психиатрической помощью и о социальной поддержке лиц, страдающих психическими расстройствами»;
- Закон Республики Тыва «О государственном регулировании розничной продажи алкогольной продукции и об ограничении потребления (распития) алкогольной продукции на территории Республики Тыва»;
- Закон Республики Тыва «О требованиях к перевозкам пассажиров легковыми такси на территории  Республики Тыва»;
- Закон Республики Тыва «О защите покоя граждан и соблюдении тишины в ночное время на территории Республики Тыва»;
- Закон Республики Тыва «О регулировании отдельных вопросов организации и деятельности контрольно-счетных органов муниципальных образований Республики Тыва»;
- Закон Республики Тыва  «О Счетной палате Республики Тыва»;
- Закон Республики Тыва «О мерах социальной поддержки отдельных категорий семей в Республике  Тыва»;
- Закон Республики Тыва «О выборах депутатов представительного органа муниципального образования, выборного должностного лица местного самоуправления в Республике Тыва»;
- Закон Республики Тыва «О статусе муниципальных образований в Республике Тыва»;
- Закон Республики Тыва «Об Уполномоченном по правам ребенка в Республике Тыва»;
- Закон Республики Тыва «Об Общественной палате Республики Тыва».

### Фракции
| Фракция       | Руководитель                 | Кол-во депутатов | Процент |
| ------------- | ---------------------------- | ---------------- | ------- |
| Единая Россия | Глухов Виктор Григорьевич    | 30               | 94 %    |
| ЛДПР          | Кара-Сал Эрес Кунзен-оолович | 2                | 6 %     |

### Полномочный представитель Республики Тыва вСовете Федерации России
- Кужугет Шолбан Артёмович ― с 4 июня 2025 года